# 기시모토 다케루
기시모토 다케루(일본어: 岸本 武流, 1997년 7월 16일 ~ )는 일본의 축구 선수이다.

## 구단 경력
그는 2016년부터 J리그의 세레소 오사카, 미토 홀리호크, 도쿠시마 보르티스, 시미즈 에스펄스에서 뛰었다.